# فتاحة
الفتَّاحة أو المِترعة أو فاتحة العلب (الجمع: فَاتِحَات العُلَب) أو المِفَكّ وهي أداة تستخدم لفتح العلب المغلقة. وقد اخترعت أول مرة سنة 1810 وكانت الحاويات كبيرة لذلك تطلب لفتحها سكاكين ومثاقب وحتى أحجار، إلى أن أصبحت العلب لها غطاء أرفع بعد حوالي 50 سنة.
في عام 1858 اخترع الأمريكي ايزرا وارنر أول فتاحة ذات حركة ميكانيكية، وفي عام 1870 اخترع ويليام ليمان العجلة القاطعة. أما أول فتاحة كهربائية كانت في عام 1931.